# Arte dei primi Antonini

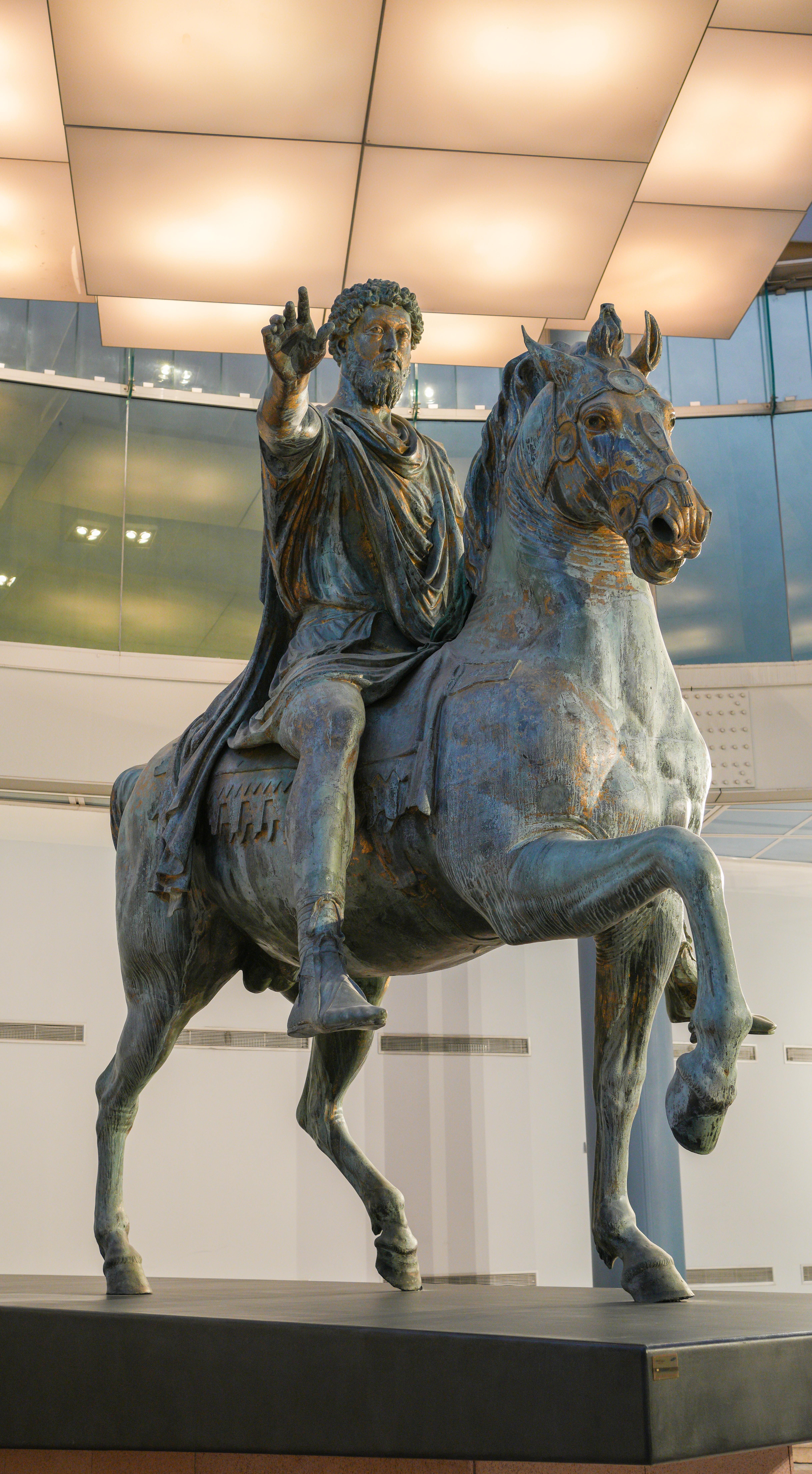
Statua equestre di Marco Aurelio.

Con arte dei primi Antonini si intende la produzione artistica romana sotto la dinastia degli Antonini, escludendo Commodo, sotto il quale si ebbe una svolta artistica di contenuto diverso (arte nell'età di Commodo). Come periodo di riferimento si considera il quarantennio che indicativamente va dal 138, anno della salita al trono di Antonino Pio, fino al 180, anno della morte di Marco Aurelio.
In questo periodo la scultura monumentale romana subì una svolta stilistica, che è stata definita "barocca": il marmo iniziò ad essere lavorato sempre più col trapano corrente, creando solchi profondi e rilievi pronunciati e creando un chiaroscuro molto pronunciato: inizia a prevalere l'elemento coloristico su quello plastico, in un processo che fu ulteriormente sviluppato nell'arte tardoantica.

## Contesto storico
Fu Adriano a scegliere come successore, adottandolo, Tito Antonino (dopo la morte prematura di Elio Cesare), il quale era stato proconsole in Asia e che ricevette poi dal senato il titolo di Pio. Quando Antonino scomparve nel 161 la sua successione era già stata predisposta con l'adozione del genero Marco Aurelio Antonino, già indicato da Adriano stesso.
Marco Aurelio, che era stato educato a Roma secondo una cultura raffinata e bilingue (di sua mano è un trattato di meditazioni filosofiche in greco), volle dividere il potere col genero, di nove anni minore, Lucio Vero, già adottato da Antonino Pio. Con lui instaurò una diarchia, dividendo il potere e affidandogli il comando militare nelle campagne in Parthia e in Armenia. Nel 169 Lucio morì e Marco Aurelio rimase l'unico sovrano. Scomparve nel 180 durante l'epidemia di peste scoppiata nel campo militare di Carnuntum, vicino all'attuale Vienna (Vindobona), durante le dure lotte contro i Quadi e i Marcomanni. Il principe-filosofo, che aveva cercato, ispirandosi ad Adriano, di presentarsi come un imperatore saggio e amante della pace, aveva paradossalmente trascorso tutti gli ultimi anni di governo in dure campagne militari, nell'affannoso compito di riportare la sicurezza nei confini dell'impero. Gli successe il figlio Commodo, che cercò di imporre un'autocrazia ellenizzante, venendo eliminato da una congiura di palazzo nel 193.
Nonostante le prime avvisaglie della crisi, il periodo degli Antonini venne ricordato come un'epoca aurea, di benessere e giustizia rispetto alla grave crisi dei secoli successivi.

## Contesto culturale
La mentalità nell'epoca antoniniana può essere esemplificata nel confronto delle posizioni filosofiche tra Marco Aurelio stesso e il suo maestro Frontone.
Il primo rappresentava il sentimento etico degli ultimi stoici, venato da un amaro pessimismo e portato a idealizzare il distacco dalla vita. Frontone invece era il tipico personaggio permeato ormai da una cultura vacua e superficiale, dedito a dissertazioni virtuosistiche in lode delle mosche o del fumo, ignorando le nubi che si addensavano all'orizzonte.
Entrambi gli atteggiamenti però, per quanto diversi, rappresentavano un modello di evasione dalla realtà (moralistico il primo, intellettualistico il secondo), che di lì a poco, durante lo sfacelo economico e politico dell'impero, sfociarono nell'irrazionalismo, opposto l'umanesimo classico.

## Scultura
In questo periodo le novità più salienti si concentrarono nella scultura. Nel periodo iniziale essa continuò nel solco classicista dell'arte adrianea, appena più vivace per il chiaroscuro più ricco e, nei rilievi, l'uso della linea di contorno con solchi, per accrescere l'effetto plastico. Il risultato sono opere classiciste, con figure composte ed equilibrate, ma isolate e fredde, come le personificazioni delle Province sul basamento del tempio del Divo Adriano (del 145, oggi nel cortile di palazzo dei Conservatori), i due rilievi con l'apoteosi di Sabina dal cosiddetto Arco di Portogallo e l'apoteosi di Antonino Pio e Faustina sulla base della Colonna Antonina (Musei Vaticani, cortile della Pigna).
Questi ultimi due rilievi sono costruiti in maniera simile, con la parte inferiore occupata da figure sedute o distese e quella centrale/superiore con una figura alata, che si innalza obliquamente recando in cielo i personaggi da deificare. Il rilievo di Sabina è ancora arioso, legato all'ellenismo, quello di Antonino e Faustina invece ha le figure più isolate, con quelle in basso particolarmente fisse e statiche, come oggetti inanimati, ma proprio dal contrasto con esse la figura alata appare più impetuosa, plastica, quasi come se se ne potesse avvertire il moto ascendente. Piccoli accorgimenti movimentano la scena: sporgono oltre gli orli l'ala sinistra del genio, lo scudo di Roma personificata e i lembi del panneggio della figura sdraiata. Essi sono indice di un nuovo modo di intendere la spazialità, che in composizioni non vincolate dagli schemi dell'arte ufficiale, adotta soluzioni di grande originalità.

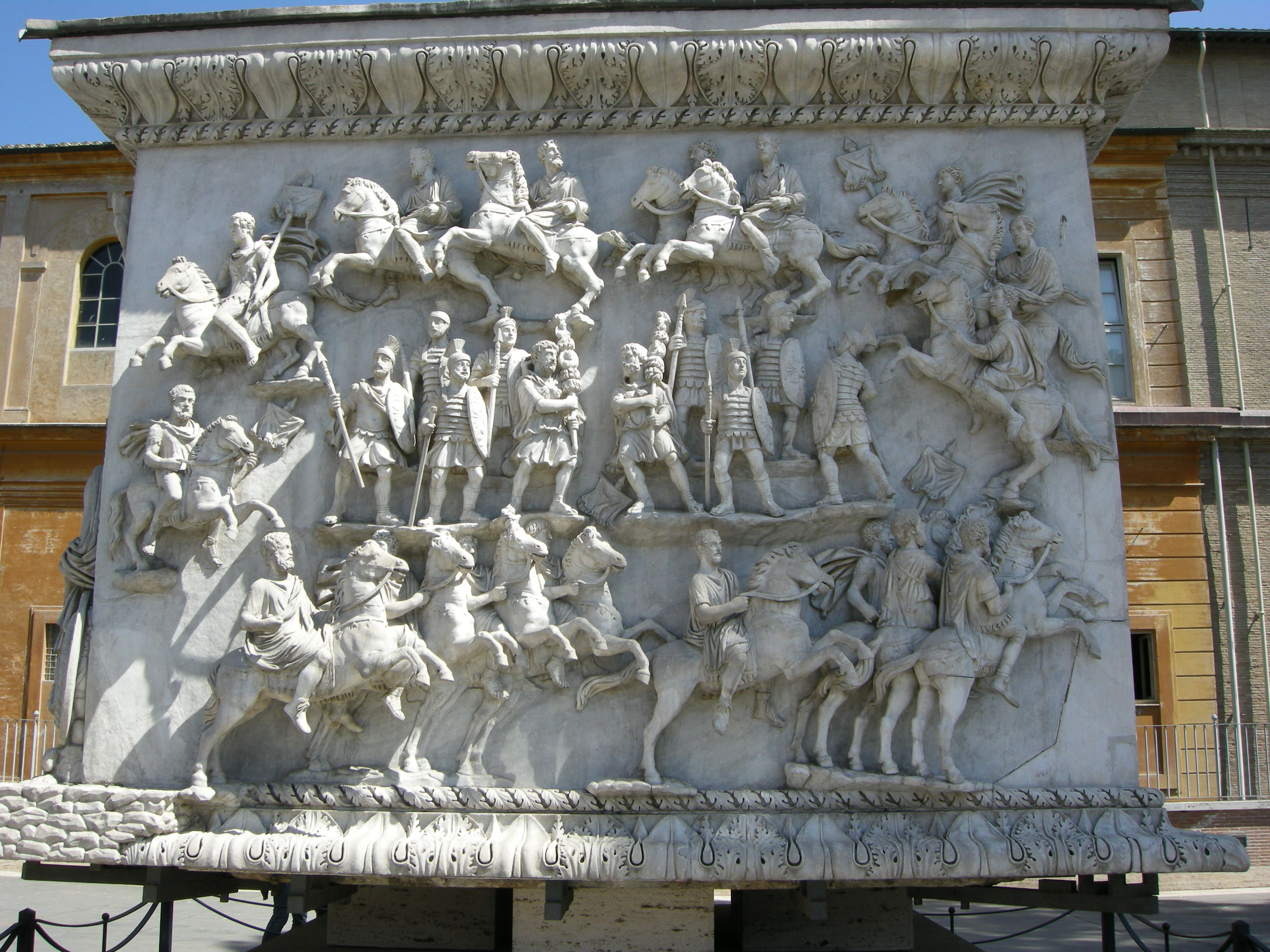
La decursio

Nella stessa faccia posteriore della base della colonna di Antonino Pio, per esempio, si trova la raffigurazione della decursio (la cerimonia funebre coi membri del ceto equestre): in questa galoppata circolare sono scolpite figure a alto rilievo, alcune in scorcio (novità assoluta in un monumento ufficiale), su sfondo neutro, in una composizione così insolita che sembra una trascrizione in rilievo maggiore dei bassorilievi della Colonna Traiana. Il netto contrasto tra sfondo levigato e l'animata scena forse non è altro che una derivazione, trasposta in una composizione d'insieme, del gusto adrianeo nell'accostamento tra superfici lisce (come le carni nei ritratti) e mosse pittoricamente (come nelle barbe, nei capelli...). Ma la tendenza ad evidenziare il chiaroscuro si manifesta via via sempre più spiccatamente, con solchi profondi che scavano i contorni delle figure, oppure nelle barbe e capigliature, che arriveranno poi ad essere definite non più come masse disegnate dal rilievo, ma scavate creando effetti coloristici tra ombre e zone in luce.
Nei ritratti imperiali si notano le nuove tendenze al pittoricismo e al virtuosismo, che hanno fatto parlare, usando un paragone moderno, di "barocco" (ritratto di Lucio Vero, ritratto erculeo di Commodo). Queste novità non appaiono legate a una singola, straordinaria personalità artistica innovatrice (come nell'arte traianea), ma sembra un fenomeno più a ampio raggio, che inizia timidamente e poi prende più campo, anche nelle abilissime maestranze artigiane, finché un singolo artista non impresse la vera e propria svolta nell'età di Commodo.
Molto famosa, ma più tradizionale, è invece la statua equestre di Marco Aurelio, modello delle statue equestri rinascimentali e uno dei pochi monumenti di Roma antica rimasti sempre visibili fino ai nostri tempi.

## Architettura
Antonino Pio eresse, prima in ricordo della moglie Faustina maggiore (morta nel 141), un tempio a lei dedicato nel Foro romano (oggi Chiesa di San Lorenzo in Miranda), e poi in onore del suo predecessore, l'imperatore Adriano (divinizzato dopo la sua morte), un tempio allo stesso dedicato nel 145, oggi in piazza di Pietra, nell'antica regione del Campo Marzio. Nel 147 questo imperatore provvedette alla costruzione di un nuovo ponte sul Tevere (o forse alla ristrutturazione del precedente ponte di Agrippa), prendendo probabilmente i nomi di ponte Aurelio (pons Aurelius) o ponte di Antonino (pons Antonini), riportati da fonti tarde.
Nel 161-162 i figli dell'Imperatore appena defunto, Antonino Pio, dedicarono al padre adottivo una colonna onoraria a lui dedicata ed alla moglie Faustina maggiore. Marco Aurelio e Lucio Vero scelsero come zona quella dove si era svolto l'Ustrinum Antoninorum, cioè la cremazione del corpo dell'imperatore. La colonna era fatta di granito rosso egiziano, non possedeva decorazioni sulla superficie del fusto e misurava 14.75 m in altezza. Alla sua sommità era posta una statua di Antonino Pio, come mostrato in una moneta con l'effigie dell'imperatore.

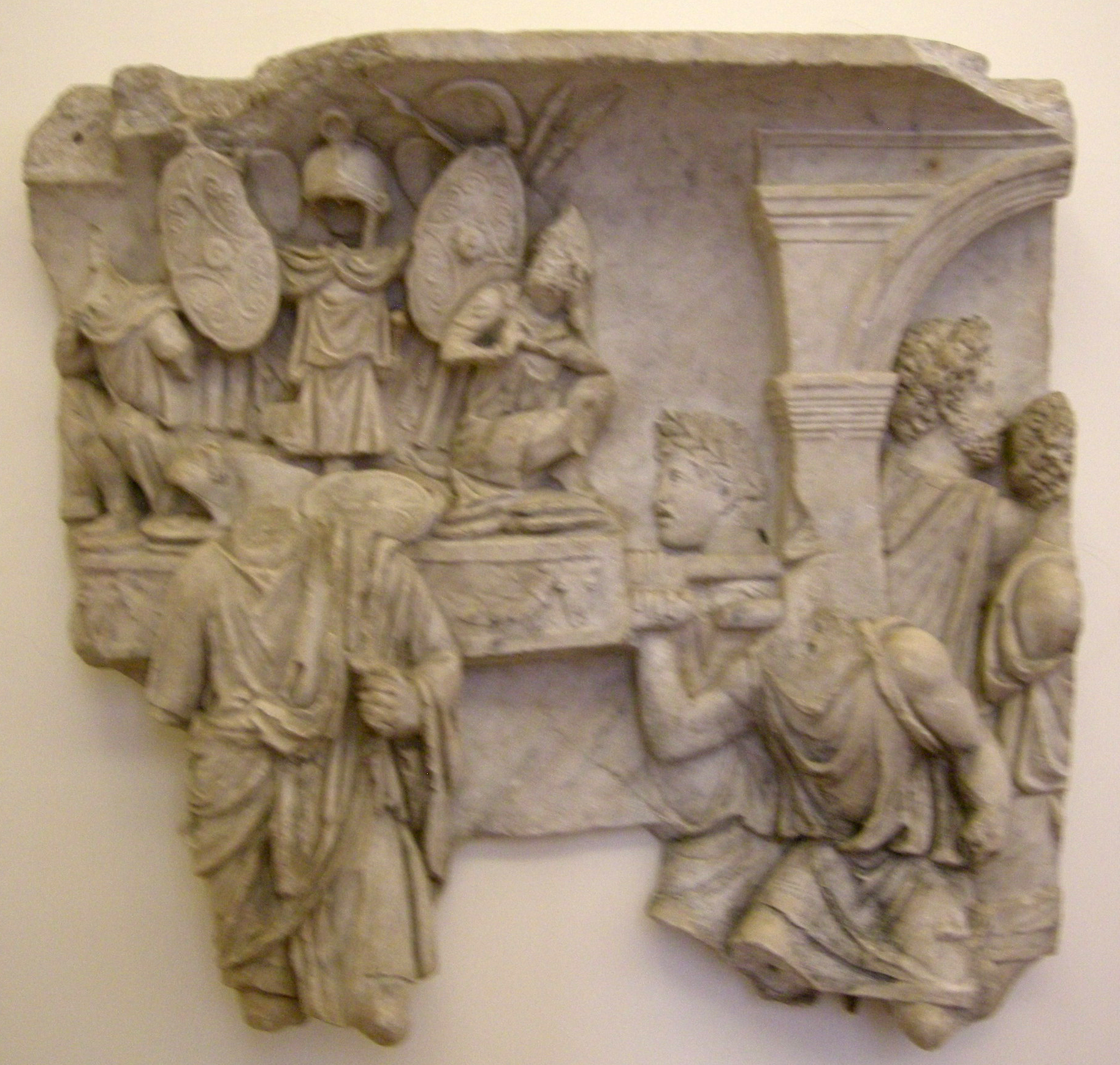
Frammento di incerta origine, di epoca antonina, che potrebbe appartenere all'arco trionfale di Lucio Vero, dedicatogli dopo il trionfo sui Parti

Un arco dedicato al collega di Marco Aurelio nell'impero, Lucio Vero (161-169), doveva sorgere sulla via Appia. L'arco fu probabilmente eretto in ricordo delle vittoriose campagne militari contro i Parti degli anni 162-166. La ricostruzione appare su una stampa di Piranesi della serie dedicata al Campo Marzio.
A Marco Aurelio (o al figlio Commodo), si deve invece la costruzione della omonima Colonna, monumento eretto tra il 176 e il 192 per celebrare (forse solo dopo la morte di Marco), le vittorie ottenute su Germani e Sarmati stanziati a nord del medio corso del Danubio durante le guerre marcomanniche. La colonna, che era alta 29,617 metri (pari a 100 piedi romani; 42 metri se si considera anche la base), è ancora nella sua collocazione originale davanti a Palazzo Chigi. Si ispirava alla "gemella" Colonna Traiana. Il fregio scultoreo che si arrotola a spirale intorno al fusto, se fosse svolto, supererebbe i 110 metri in lunghezza. Questa Colonna, sebbene ispirata a quella Traiana, presenta molte novità: scene più affollate, figure più scavate, con un chiaroscuro più netto e, soprattutto, la comparsa di elementi irrazionali (Miracolo della pioggia, Miracolo del fulmine), prima avvisaglia di una società ormai in cerca di evasione da una realtà difficile, che di lì a poco, durante il successivo sfacelo economico e politico dell'impero, sarebbe sfociata nell'irrazionalismo anti-classico.
Sempre a Marco Aurelio sarebbe da attribuire la costruzione di un arco trionfale allo stesso dedicato, sulla base di un ciclo di dodici rilievi (otto reimpiegati sull'Arco di Costantino, tre conservati nel Palazzo dei Conservatori dei Musei Capitolini ed un ultimo, scomparso, di cui resta un frammento oggi a Copenaghen). I rilievi, scolpiti in due riprese, nel 173 e nel 176 furono attribuiti ad un arcus aureus o arcus Panis Aurei in Capitolio citato dalle fonti medioevali e che sorgeva sulle pendici del Campidoglio, all'incrocio tra la via Lata e il clivus Argentarius, non lontano dalla chiesa dei Santi Luca e Martina, dove i tre rilievi dei Musei Capitolini erano riutilizzati. Un altro possibile sito dove potrebbe essere sorto quest'arco è nei pressi della colonna di Marco Aurelio quale entrata monumentale al porticato circostante il monumento "colchide" e ad un tempio dedicato allo stesso imperatore ed alla moglie Faustina minore. In ogni caso il soggetto dei 12 pannelli erano le imprese militari di Marco Aurelio durante le guerre marcomanniche.

## Pittura
I resti di pitture di questo periodo, mancando la straordinaria testimonianza delle città vesuviane, sono molto scarsi. Tra questi sono significative le pitture di una villa scavata sotto la basilica di San Sebastiano sull'Appia. Tra i vari ambienti con decorazioni più tarde, si trova anche uno di epoca antonina, con piccoli paesaggi che svolgono, con alcune differenze sintattiche, lo stile dell'epoca flavia.

## Arte provinciale

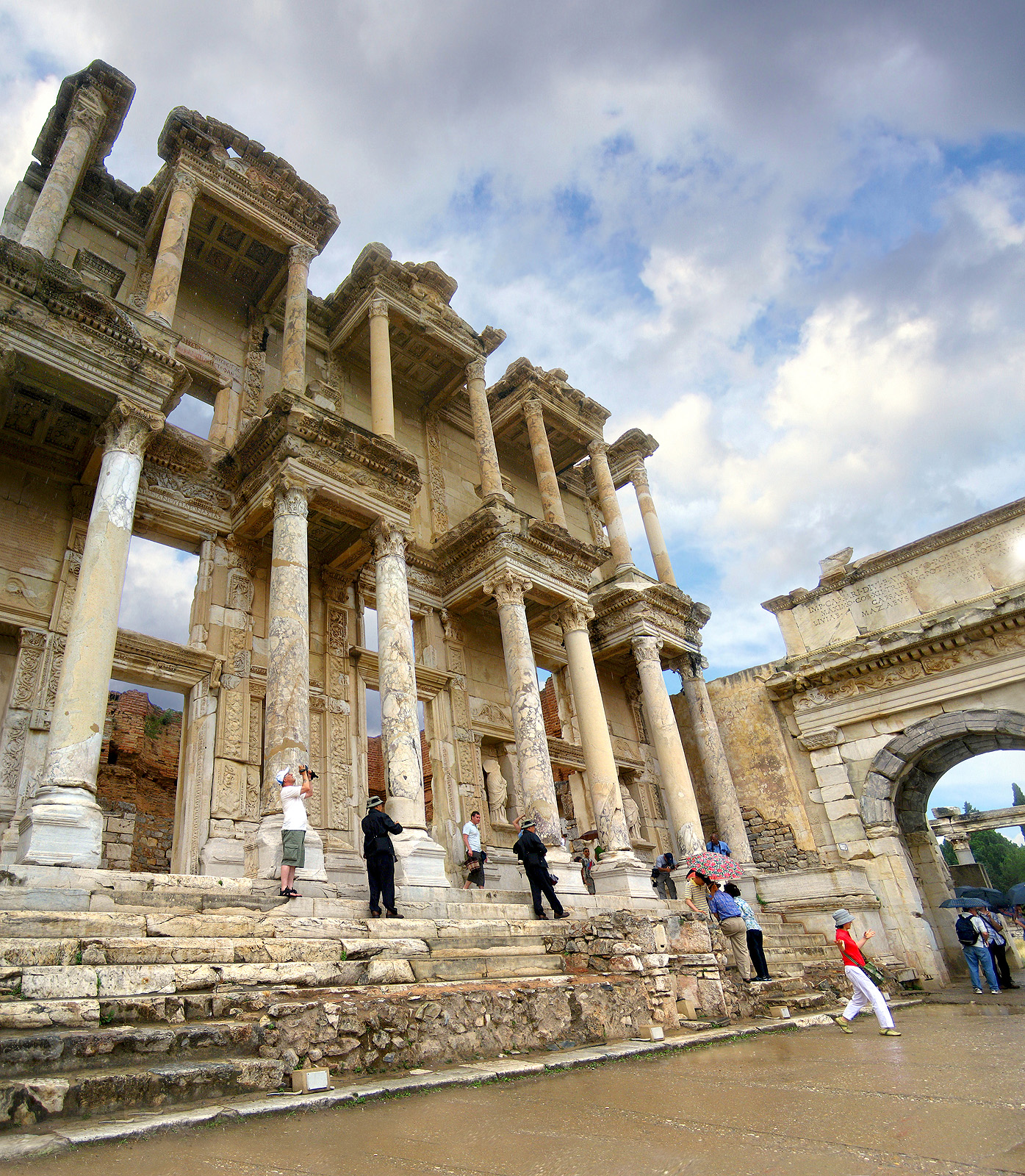
Efeso, biblioteca di Celso

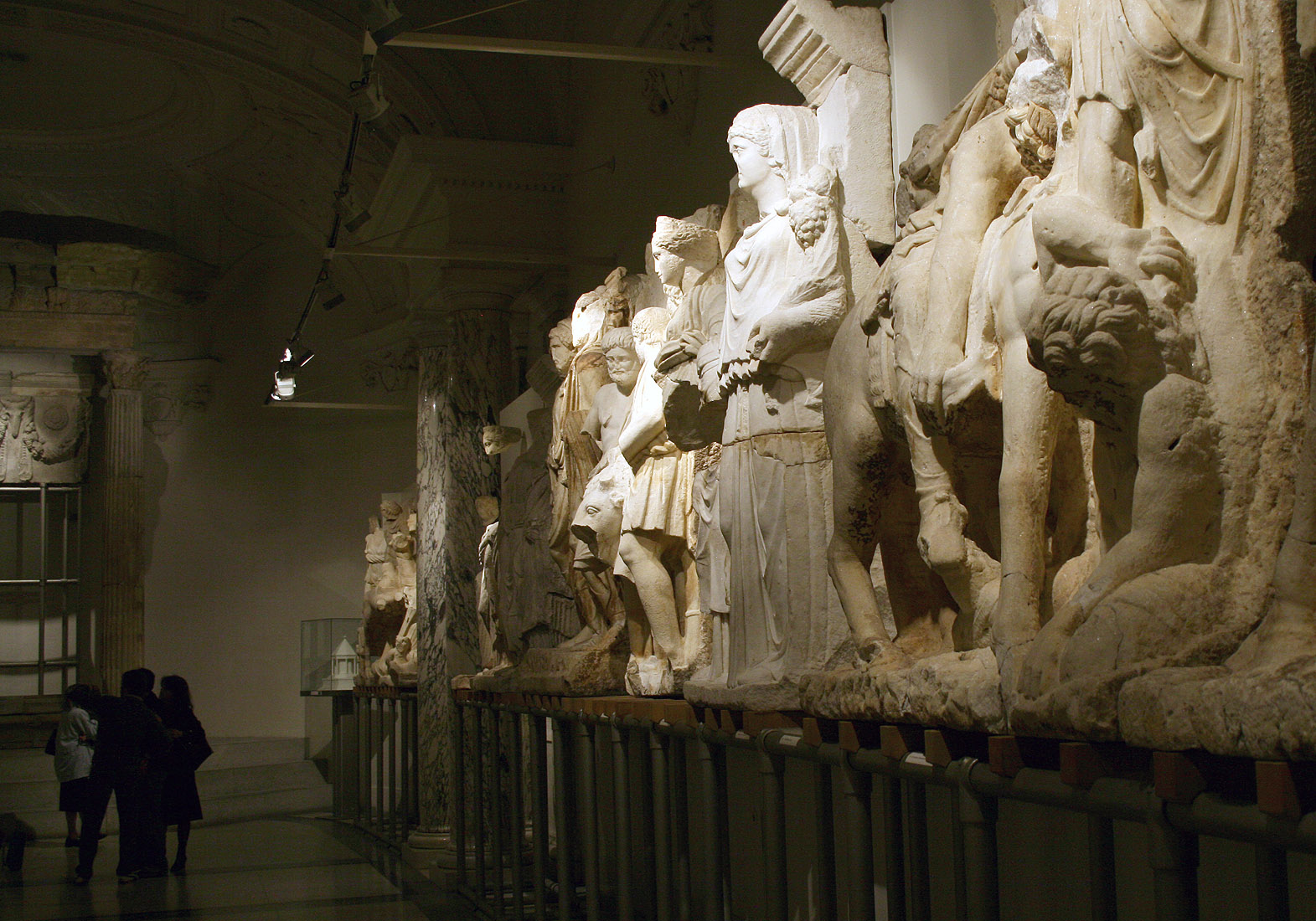
Monumento alle vittorie partiche di Lucio Vero.

Durante l'età degli Antonini le province orientali si dimostrarono particolarmente fiorenti dal punto di vista artistico e culturale, diventando anche centri di irradiazione grazie all'esportazione di opere. La ricchezza dei loro commerci, che travalicò anche i confini del Mediterraneo grazie alla scoperta dei venti e delle correnti stagionali nell'Oceano Indiano (i monsoni), è dimostrata per esempio dai vetri alessandrini ritrovati fino in Afghanistan (a Begram). Un importante esempio di scultura asiana importata in Italia è il sarcofago di Melfi, datato al 169, che mostra elementi ellenistici adattati al gusto pittorico degli elementi ornamentali.
Alcune novità della successiva svolta artistica nell'età di Commodo hanno come modello immediatamente precedente alcune opere ad Efeso. Qui, fin dall'epoca adrianea, le decorazioni architettoniche di alcuni edifici (Biblioteca di Celso, monumento alle vittorie partiche di Lucio Vero, ecc.) presentano le novità, compositive, spaziali e tecniche che a Roma giungeranno solo alcuni decenni dopo.

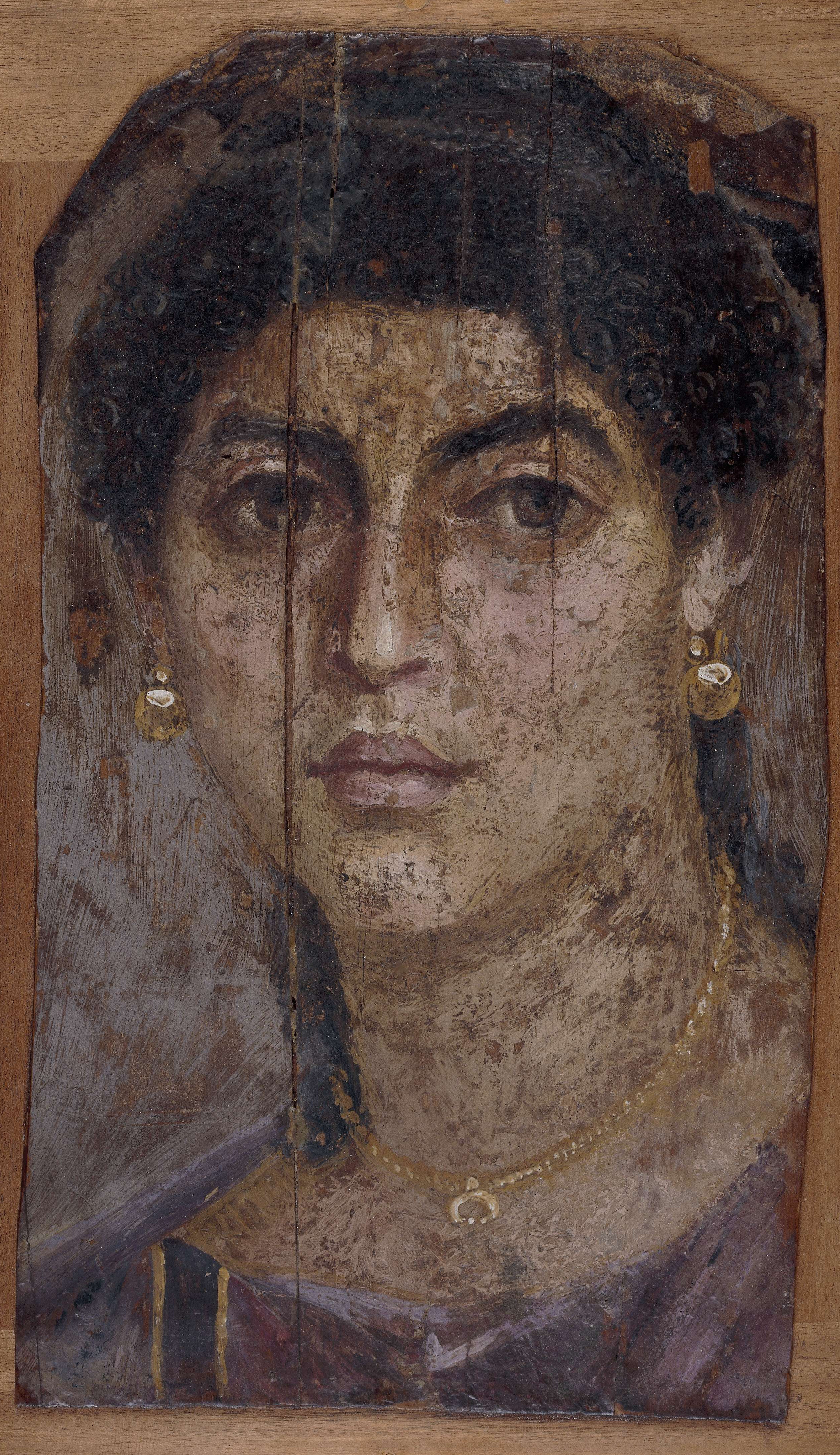
Ritratto del Fayoum

Nel grande monumento a Marco e Lucio Vero in particolare (conservato al Kunsthistorisches Museum di Vienna), si nota la mano di una notevole personalità artistica. In alcune lastre si trovano soluzione tematiche e compositive nuove, come pose originali delle figure, uso del trapano corrente in solchi che accentuano alcuni contorni, composizioni di figure poste obliquamente verso il fondo (per aumentare il senso di spazio), ecc.
Alla scarsità di pitture riferibili a questo periodo in area italica fa da compensazione la straordinaria produzione di ritratti del Fayyum, conservati grazie alle eccezionali condizioni atmosferiche dell'Egitto. Si trattava di ritratti eseguiti dipinti per privati quando erano ancora in vita e conservati in casa; dopo la morte venivano applicati sulle bende della mummia, con piccoli adattamenti. In queste opere, che dovevano essere comuni in tutto l'impero, si rileva come la tradizione ellenistica continuasse immutata nelle asiane zone dove aveva avuto origine.
Altra opera emblematica del periodo è la tomba dei tre Fratelli, a Palmyra, una città libera associata a Roma fino al tempo di Settimio Severo. La tomba risale a circa il 140 e si tratta di un'architettura a forma di iwan persiano (sala chiusa su tre lati da pareti, con volta a botte e il quarto lato aperto con un arco) con pitture di Vittorie in piedi su globi, con le mani lazate che reggono clipei con ritratti in stile ellenistico-romano, non molti difformi da quelli del Fayyum.
Sempre a Palmyra è importante il santuario di Bel, iniziato da maestranze greche sotto Tiberio, la via colonnata, del 120-150, adorna di statue bronzee e, dal 220 circa, di una grandioso arco iniziale.
All'età antonina risale anche la porta cittadina onoraria di Anazarbos (oggi Anavarza), in Cilicia.